# Čchao-šan
Čchao-šan (čínsky pchin-jinem Cháoshàn, znaky 潮汕) je kulturní a jazyková oblast ve východní části čínské provincie Kuang-tung, hraničící s provincií Fu-ťien. Od zbytku Kuang-tungu se odlišuje jazykem, kterým je čchaošanský dialekt (neboli teochow), relativně konzervativní dialekt z jižní skupiny jazyka min), a kulturními tradicemi. Název Čchao-šan je kombinací jmen dvou městských prefektur, Čchao-čou a Šan-tchou. Oblast Čchao-šan se rozkládá na ploše více než 10 000 km², kde žije přibližně 15 milionů lidí; kromě zmíněných prefektur zahrnuje ještě městskou prefekturu Ťie-jang.
Pojem „Čchao-šan“ vznikl roku 1904, když byla zahájena stavba železnice ze sídelního města prefektury Čchao-čou do přístavu Šan-tchou, tehdy region administrativně tvořila pouze prefektura Čchao-čou (už od poloviny 8. století, se statutem prefektury fu od 14. století). Po různých administrativních změnách během 20. století je od roku 1991 region tvořen třemi prefekturními městy, Čchao-čou, Šan-tchou a Ťie-jang.

## Kultura
Nejznámějším projevem čchaošanské tradice je tzv. opera Čchao-čou (潮劇), odvozená z opery nan-si pocházející ze sungského období. Dodnes populární je také čajový obřad kung-fu-čcha (工夫茶), také původně sungský. Hudba Čchao-čou (潮州音樂) je založena především na lokálních strunných nástrojích, jak drnkacích, tak smyčcových. Samostatným druhem hudby je místní odrůda ku-čeng.
Tato oblast je v Číně známá svými kulinářskými tradicemi. Čchaošanská kuchyně je lahodná, vyhýbá se přebytečnému koření, octu a sójové omáčce.